# DDR-Badmintonmeisterschaft/Dameneinzel
Die DDR-Meisterschaften im Badminton wurden von 1960 bis 1990 ausgetragen. Folgend die Medaillengewinner im Dameneinzel.

## Medaillengewinner im Dameneinzel
| Saison      | Erster                                         | Zweiter                                             | Dritter                                        | Dritter                                             |
| ----------- | ---------------------------------------------- | --------------------------------------------------- | ---------------------------------------------- | --------------------------------------------------- |
| 1960 / 1961 | Rita Gerschner (Traktor Hilbersdorf)           | Ruth Preuß (Post Berlin)                            | Karin Horn (HSG DHfK Leipzig)                  |                                                     |
| 1961 / 1962 | Rita Gerschner (Aktivist Tröbitz)              | Ruth Preuß (Post Berlin)                            | Karin Horn (HSG DHfK Leipzig)                  |                                                     |
| 1962 / 1963 | Rita Gerschner (Aktivist Tröbitz)              | Ruth Preuß (Post Berlin)                            | Doris Hampel (Motor IFA Karl-Marx-Stadt)       |                                                     |
| 1963 / 1964 | Rita Gerschner (Aktivist Tröbitz)              | Ruth Preuß (Post Berlin)                            | Beate Herbst (HSG DHfK Leipzig)                |                                                     |
| 1964 / 1965 | Rita Gerschner (Aktivist Tröbitz)              | Annemarie Richter (Motor IFA Karl-Marx-Stadt)       | Beate Herbst (HSG DHfK Leipzig)                |                                                     |
| 1965 / 1966 | Rita Gerschner (Aktivist Tröbitz)              | Ruth Preuß (Post Berlin)                            | Annemarie Richter (Dynamo Freiberg)            |                                                     |
| 1966 / 1967 | Ruth Preuß (Einheit Kyritz)                    | Rita Gerschner (Aktivist Tröbitz)                   | Beate Herbst (HSG DHfK Leipzig)                | Gudrun Hensel (Motor Zittau)                        |
| 1967 / 1968 | Ruth Preuß (Einheit Kyritz)                    | Rita Gerschner (Aktivist Tröbitz)                   | Annemarie Richter (BSG Wismut Karl-Marx-Stadt) | Gudrun Hensel (Motor Zittau)                        |
| 1968 / 1969 | Annemarie Richter (BSG Wismut Karl-Marx-Stadt) | Christine Zierath (Einheit Kyritz)                  | Beate Herbst (HSG DHfK Leipzig)                | Monika Rath (Traktor Pätz)                          |
| 1969 / 1970 | Monika Thiere (Aktivist Tröbitz)               | Christine Zierath (Einheit Greifswald)              | Annemarie Richter (BSG Wismut Karl-Marx-Stadt) | Beate Herbst (HSG DHfK Leipzig)                     |
| 1970 / 1971 | Monika Thiere (Aktivist Tröbitz)               | Christine Zierath (Einheit Greifswald)              | Beate Herbst (HSG DHfK Leipzig)                | Annemarie Richter (BSG Wismut Karl-Marx-Stadt)      |
| 1971 / 1972 | Monika Thiere (Fortschritt Tröbitz)            | Christine Zierath (Einheit Greifswald)              | Christel Sommer (HSG DHfK Leipzig)             | Annemarie Richter (BSG Wismut Karl-Marx-Stadt)      |
| 1972 / 1973 | Monika Thiere (Fortschritt Tröbitz)            | Annemarie Richter (Fortschritt Tröbitz)             | Christine Zierath (Einheit Greifswald)         | Angela Michalowski (Einheit Greifswald)             |
| 1973 / 1974 | Monika Thiere (SG Gittersee)                   | Christine Zierath (Einheit Greifswald)              | Christel Sommer (HSG DHfK Leipzig)             | Annemarie Richter (Halbleiterwerk Frankfurt / Oder) |
| 1974 / 1975 | Monika Cassens (SG Gittersee)                  | Astrit Schreiber (Aktivist Niederwürschnitz)        | Angela Michalowski (Einheit Greifswald)        | Jutta Tietze (SG Gittersee)                         |
| 1975 / 1976 | Monika Cassens (SG Gittersee)                  | Angela Michalowski (Einheit Greifswald)             | Christine Zierath (Einheit Greifswald)         | Astrit Schreiber (Aktivist Niederwürschnitz)        |
| 1976 / 1977 | Monika Cassens (HSG Lok HfV Dresden)           | Angela Michalowski (Einheit Greifswald)             | Renate Thurow (Einheit Greifswald)             | Astrit Schreiber (Fortschritt Hohenstein-Ernstthal) |
| 1977 / 1978 | Monika Cassens (HSG Lok HfV Dresden)           | Astrit Schreiber (Fortschritt Hohenstein-Ernstthal) | Christine Zierath (Einheit Greifswald)         | Angela Michalowski (Einheit Greifswald)             |
| 1978 / 1979 | Monika Cassens (HSG Lok HfV Dresden)           | Ilona Michalowsky (Einheit Greifswald)              | Angela Michalowski (Einheit Greifswald)        | Christel Sommer (HSG DHfK Leipzig)                  |
| 1979 / 1980 | Monika Cassens (HSG Lok HfV Dresden)           | Ilona Michalowsky (Einheit Greifswald)              | Angela Michalowski (Einheit Greifswald)        | Petra Tobien (Kühlautomat Berlin)                   |
| 1980 / 1981 | Monika Cassens (HSG Lok HfV Dresden)           | Petra Tobien (Kühlautomat Berlin)                   | Petra Michalowsky (Einheit Greifswald)         | Ilona Michalowsky (Einheit Greifswald)              |
| 1981 / 1982 | Monika Cassens (HSG Lok HfV Dresden)           | Petra Michalowsky (Einheit Greifswald)              | Birgit Kämmer (Einheit Greifswald)             | Petra Tobien (Kühlautomat Berlin)                   |
| 1982 / 1983 | Monika Cassens (HSG Lok HfV Dresden)           | Petra Michalowsky (Einheit Greifswald)              | Birgit Kämmer (Einheit Greifswald)             | Ilona Ryk (Einheit Greifswald)                      |
| 1983 / 1984 | Petra Michalowsky (Einheit Greifswald)         | Monika Cassens (HSG Lok HfV Dresden)                | Birgit Kämmer (Einheit Greifswald)             | Petra Tobien (Kühlautomat Berlin)                   |
| 1984 / 1985 | Monika Cassens (HSG Lok HfV Dresden)           | Petra Michalowsky (Einheit Greifswald)              | Birgit Kämmer (Einheit Greifswald)             | Michaela Junker (Einheit Greifswald)                |
| 1985 / 1986 | Birgit Kämmer (Einheit Greifswald)             | Kerstin Bohn (Einheit Greifswald)                   | Petra Tobien (Kühlautomat Berlin)              | Michaela Junker (Fortschritt Tröbitz)               |
| 1986 / 1987 | Monika Cassens (HSG Lok HfV Dresden)           | Petra Michalowsky (Einheit Greifswald)              | Birgit Kämmer (Einheit Greifswald)             | Kerstin Bohn (Einheit Greifswald)                   |
| 1987 / 1988 | Monika Cassens (HSG Lok HfV Dresden)           | Petra Tobien (EBT Berlin)                           | Petra Michalowsky (Einheit Greifswald)         | Kerstin Bohn (Einheit Greifswald)                   |
| 1988 / 1989 | Petra Michalowsky (Einheit Greifswald)         | Kerstin Bohn (Einheit Greifswald)                   | Monika Cassens (HSG Lok HfV Dresden)           | Petra Tobien (EBT Berlin)                           |
| 1989 / 1990 | Petra Michalowsky (Einheit Greifswald)         | Kerstin Bohn (Einheit Greifswald)                   | Monika Cassens (HSG Lok HfV Dresden)           | Heike Franke (HSG DHfK Leipzig)                     |